# Ирисметов, Жафар Турсумбаевич
Жафар (Джафар) Турсумбаевич Ирисметов (узб. Jafar Irismetov; 23 августа 1976, Ташкент, Узбекская ССР, СССР) — узбекистанский футболист, выступавший на позиции нападающего. Выступал в национальной сборной Узбекистана. Ныне — футбольный тренер и функционер.

## Биография
Вместе с московским «Спартаком» стал победителем Кубка Содружества и чемпионом России в 2001 году.
Со слов нападающего, свои лучшие годы в карьере провёл, выступая в чемпионате Казахстана.
5 января 2012 года Международная федерация истории и статистики футбола (IFFHS) обнародовала список нападающих, продолжающих свою карьеру, забивших наибольшее число голов в национальных чемпионатах. Джафар Ирисметов занял 9-е место в рейтинге, забив 239 мячей в 428 матчах (по состоянию на 5 января 2012).
За время своих выступлений в Казахстане Ирисметов отличался высокой результативностью. В общей сложности он забил 75 голов в 149 официальных матчах за казахстанские команды, что в среднем составило 0,5 гола за матч.
26 октября 2017 года спортивным журналистом Виктором Хохлюком был создан Клуб бомбардиров-легионеров казахстанских команд, названный в честь бразильского нападающего Нилтона Мендеса, который первый среди легионеров сумел забить 100 мячей за казахстанские футбольные клубы. В активе узбекского нападающего 75 голов, забитых за казахстанские команды.

## Достижения

### Клубные достижения
«Дустлик»
- Чемпион Узбекистана: 2000
- Обладатель Кубка Узбекистана: 1999/00

«Спартак» (Москва)
- Чемпион России: 2001

«Пахтакор»
- Чемпион Узбекистана: 2003

«Кайрат»
- Чемпион Казахстана: 2004
- Финалист Кубка Казахстана по футболу (2): 2004, 2005

«Алма-Ата»
- Победитель Кубка Казахстана по футболу: 2006

### Личные достижения
- Лучший бомбардир чемпионата Узбекистана: 1996, 1997, 2000
- Лучший бомбардир чемпионата Казахстана: 2006, 2007
- Рекордсмен чемпионата Узбекистана по количеству голов в одном сезоне: 45 голов
- Член бомбардирского Клуба Нилтона Мендеса (76 голов)[5].